# Dorothea Werneck
Dorothea Fonseca Furquim Werneck (Ponte Nova, 9 de julho de 1948) é uma economista e política brasileira, ex-mulher do também economista Rogério Werneck.
Foi ministra do Trabalho (1989-1990) e ministra da Indústria e do Comércio (1995-1996). 
Em 10 de janeiro de 2011, Dorothea Werneck assumiu o cargo de secretária de Estado de Desenvolvimento Econômico de Minas Gerais no governo de Antônio Anastasia.
Uma curiosidade: Dorothea Werneck foi interpretada pela atriz e comediante Nádia Maria (já falecida), no humorístico Escolinha do Professor Raimundo. Na ocasião, a personagem era parodiada por Nádia pelo nome de Doroféia Lenéck. A atriz é mais conhecida por ter interpretado a ex-ministra da economia, Zélia Cardoso de Mello.

## Formação
- Economista - Faculdade de Ciências Econômicas da Universidade Federal de Minas Gerais, UFMG - 1970
- Mestre (Economia) - Escola de Pós-Graduação da Fundação Getúlio Vargas, FGV - 1972
- Mestre (Economia) - Boston College - 1975
- Doutora (Economia) - Boston College - 1975

## Condecorações
- Grã-Cruz da Ordem Nacional do Mérito Científico - Presidência da República do Brasil - Junho de 1995[1]